# Xã Pine A, Quận Stone, Missouri
Xã Pine A (tiếng Anh: Pine A Township) là một xã thuộc quận Stone, tiểu bang Missouri, Hoa Kỳ. Năm 2010, dân số của xã này là 2.109 người.